# Sally Forrest
Sally Forrest (* 28. Mai 1928 in San Diego, Vereinigte Staaten, als Katherine Sally Feeney; † 16. März 2015 in Beverly Hills, Vereinigte Staaten) war eine US-amerikanische Tänzerin und Filmschauspielerin der 1950er Jahre.

## Leben und Wirken
Die Tochter eines Tanzpaars hatte ihre tänzerischen Fähigkeiten in die Wiege gelegt bekommen und unterrichtete bereits als Teenager Tanz an ihrer High School. 1945 übersiedelte die 17-Jährige mit ihren Eltern von San Diego nach Los Angeles und wurde dort noch im selben Jahr in Hollywood von MGM als Tänzerin unter Vertrag genommen. 1947 war sie ungenannte Choreographieassistentin bei dem Starmusical Osterspaziergang mit Fred Astaire und Judy Garland. Ab 1949 bedachte man Sally Forrest auch mit (anfänglich noch winzigen) Nebenrollen, dank ihrer Förderin Ida Lupino, eine der wenigen Regisseurinnen im Hollywood jener Jahre, arbeitete Sally Forrest sich aber zu Hauptrollen in B-Filmen hoch. Sie spielte gelegentlich in Komödien wie dem Red-Skelton-Vehikel Gib Gas, Joe!, wo sie auch drei Tanz- bzw. Gesangsnummern (Lorelei Brown, Goin’ Steady, Spring Has Sprung) vortragen durfte, aber auch in gänzlich konträren Geschichten wie der Schauermär Hinter den Mauern des Grauens, wo sie die altgedienten Stars Charles Laughton und Boris Karloff als Partner hatte.
Zu dieser Zeit, in der ersten Hälfte der 1950er Jahre, war die Künstlerin mit den markanten hohen Wangenknochen vor allem im dramatischen Fach zuhause und spielte bedrohte, toughe, junge Frauen, aber auch mehrfach ledige Mütter. Man sah Forrest zudem in dem Western Tal der Rache an der Seite von Burt Lancaster sowie in dem Kostümstoff Sindbads Sohn als Partnerin von Vincent Price. Hier absolvierte sie überdies einen besonders erotischen Poledance-Auftritt. In einem ihrer letzten Kinofilme, Die Bestie, arbeitete sie 1955 mit Fritz Lang zusammen. Zuletzt trat Sally Forrest nur noch in einzelnen Folgen mehrerer Fernsehreihen bzw. -serien auf. Mit Beginn der 1960er Jahre war sie kaum mehr aktiv, und 1967 zog sich die Schauspielerin, die ab 1952 über ein Jahr lang als Zweitbesetzung in der Broadway-Inszenierung von George Axelrods Komödie The Seven Year Itch die weibliche Hauptrolle (Marilyn Monroes Part in der Verfilmung Das verflixte 7. Jahr) spielen durfte, endgültig von der Arbeit vor der Kamera zurück. 1984 war sie noch einmal kurz in einer Bühnenaufführung des Musicals No, No, Nanette in ihrer Geburtsstadt San Diego zu sehen.
Sally Forrest war von 1951 bis zu seinem Tode 2004 mit ihrem einstigen Künstleragenten, dem sieben Jahre älteren Milo O. Frank junior, verheiratet, mit dem sie mehrere Jahre lang auch im Ausland (England und Spanien) lebte. In diesen Jahren widmete sie sich gänzlich anderen Dingen; so veranstaltete sie beispielsweise Hundeschauen.

## Filmografie
- 1946: Bis die Wolken vorüberzieh’n (Till the Clouds Roll By)
- 1948: Ein Bandit zum Küssen (The Kissing Bandit)
- 1949: Spiel zu dritt (Take Me Out to the Ball Game)
- 1949: Verführt (Not Wanted)
- 1949: Sumpf des Verbrechens (Scene of the Crime)
- 1949: Mr. Belvedere kann alles besser (Mr. Belvedere Goes to College)
- 1949: Dancing in the Dark
- 1950: Lügende Lippen (Never Fear)
- 1950: Die Tote in den Dünen (Mystery Street)
- 1951: Tal der Rache (Vengeance Valley)
- 1951: Hinter den Mauern des Grauens (The Strange Door)
- 1951: Gib Gas, Joe! (Excuse My Dust)
- 1951: Tödliches Pflaster Sunset Strip (The Strip)
- 1951: Hard, Fast and Beautiful
- 1951: Bannerline
- 1952: Schlitz Playhouse of Stars: Barrow Street (Fernsehfolge)
- 1953: Code 2
- 1953: Studio One (Fernsehreihe, zwei Folgen)
- 1955: Sindbads Sohn (Son of Sinbad)
- 1955: Die Bestie (While the City Sleeps)
- 1956: The Red Skelton Show (Fernsehserie, zwei Folgen)
- 1956: Ride the High Iron
- 1955–1958: Climax! (Fernsehserie, vier Folgen)
- 1959, 1964: Tausend Meilen Staub (Rawhide) (Fernsehserie, zwei Folgen)
- 1967: Lieber Onkel Bill (Family Affair) (Fernsehserie, eine Folge)